# Stackskär
För andra betydelser, se Stackskär (olika betydelser).
Stackskär är en by i Lemlands kommun (socken) Åland. Det är den enda av kommunens byar som i princip saknar fast bosättning.
Stackskärs enstaka hemman är ett skärgårdshemman bestående av flera öar i Lemland. Huvudön Stackskär (11,4 ha) är belägen cirka 1,5 sjömil nordväst om  Rödhamn. Hemmanet är geografiskt utspritt över nästan hela Lemlands södra skärgård, från Idskär i väster till Grillskär (del av Herrö) i öster. Den nordligaste ön är Rönnskär (som är den ena av två holmar i hemmanet som haft fast bosättning). 
På huvudön Stackskär finns i dag tre fritidsbostäder jämte ekonomibyggnader. Hemmanet har i flera generationer ägts av släkten Lindqvist som haft sin fasta bosättning på ön Kuggholma (0,5 sjömil sydost om huvudön). 
Hemmanet var ursprungligen ett kronohemman, som kronan (Sverige statskansli) bjöd ut genom en auktion vilken förrättades 22 maj 1781. Anders Simonsson från Söderby var den som vann auktionen och fick arrendera hemmanet för 6 riksdaler och 21 skillingar. 
Anders Simonsson frånsade sig arrendet och en ny auktion hölls den 5 maj 1795. Den här gången ropades hemmanet in av en Isak Mickelsson från Hellestorp och en Mats Mårtensson från Knutsboda - båda ogifta drängar. Mickelsson fick inga egna barn eftersom hans hustru, Anna Matsdotter, var över 50 år när de gifte sig. Därför fick Annas systerson, Erik Lemberg senare överta deras del av hemmanet (efter att ha arbetat som dräng på Kuggholma för sin moster och "morbror").
Det var Erik Lembergs dotter Anna-Greta Lemberg som på 1820-talet gifte sig med lotsåldersmannen Johannes Lindqvist och det var här som släkten Lindqvist kom till Stackskär (Kuggholma). Det var deras son Johannes Lindqvist som den 11 december 1878 skattköpte familjens halva i hemmanet. Den andra halvan såldes av i olika etapper som fritidsobjekt och besitts idag således av ett flertal olika ägare. Till exempel ägs Idskär av Ålandsbankens pensionsstiftelse och nyttjas som rekreationsplats för bankens personal. 
Den Lemberg/Lindqvistska delen av Stackskär består av huvudön Stackskär (ca 11 ha), Kuggholma (ca 26 ha) (där bosättningen fanns), Gulskär (ca 6 ha), Rönnskär (ca 7 ha), Fjärdskär (ca 8 ha), Norra Stegaskär (ca 7 ha) och västra delen av Gloskär (ca 15 ha) samt en del av Grillskär på Herrö (ca 1 ha). Denna del ägdes och nyttjades av makarna Johannes och Milded Lindqvist från 1920-talet fram tills Mildred flyttade från Kuggholma 1998, som den sista bosatta på Stackskär. Johannes var sonson till den Johannes som gifte sig med Anna-Greta Lemberg. Denne Johannes avled 1951 och hans hustru Mildred avled sommaren 2000. 
Även denna del av Stackskär har genom arvskifte blivit kluven i 4 delar (hösten 2007) vilka bildat fastigheterna Stackskär, Kuggholma, Rönnskär och Gulskär och ägs idag av paret Johannes och Mildred Lindqvists fyra barn (och dess rättsinnehavare). 
Det betyder att skärgårdshemmanet Stackskär idag inte längre ser ut som det en gång gjorde, då hemmanet styckats i ett flertal fastigheter. En betydande del av Stackskär ägs förvisso ännu av släkten Lindqvist men genom flera mindre olika enheter/fastigheter. Men en sak har det gamla kronohemmanet ännu gemensamt och det är ju byanamnet Stackskär och dess intressanta historia. 
I Lemland finns faktiskt ännu ett "enstaka hemman" - nämligen "Björklund" som är avsevärt mindre än Stackskär men ändå utgör en egen by. Björklund är i Lemland-Lumparlands församlings ägo och hör på det sättet i praktiken till Prestgården. 
Till Stackskärs enstaka hemman hör öarna: 
Stackskär 
Kuggholma 
Gulskär
Rönnskär
Södra Rödö
Idskär
Stora Stegaskär 
Lilla Stegaskär
Gloskär
Fjärdskär 
Björkskär
Utterklubb
Buskskär
Killingskär
Grillskär ( del av Herrön)
Rödskär vi 